# Бур (река)
Вижте пояснителната страница за други значения на Бур.
Бур (Буур, Пур) е река в Азиатската част на Русия, Източен Сибир, Република Якутия (Саха), ляв приток на Оленьок. Дължината ѝ е 501 km, която ѝ отрежда 201-во място по дължина сред реките на Русия.
Река Бур води началото си от ниското възвишение Прончищев (рус. кряж Прончищев), на 159 m н.в., в северозападната част на Република Якутия (Саха). По цялото си протежение реката тече в източна посока с леко отклонение на север, през най-източната част на Северосибирската назина в широка и плитка, силно заблатена долина. В долното си течение руслото ѝ се разделя на ръкави и формира множество меандри и старици. Ширината ѝ варира от 100 до 200 m, а дълбочината при маловодие е от 1 до 2 m. Влива се отляво в река Оленьок, при нейния 217 km, на 10 m н.в.
Водосборният басейн на Бур има площ от 13,9 хил. km2, което представлява 6,35% от водосборния басейн на Оленьок и се простира на части от Република Якутия (Саха). Климатът в басейна ѝ е субарктичен, континентален и се простира в зоната на лесотундрата и района на вечната замръзналост на почвата.
Границите на водосборния басейн на реката са следните:
- на югозапад – водосборния басейн на река Анабар, вливаща се в море Лаптеви;
- на северозапад, север, югоизток и юг – водосборните басейни на реките Буолкалах, Беенчиме, Куойка и други по-малки леви притоци на Оленьок.

Река Арга Сала получава над 30 притока с дължина над 15 km, като 3 от тях са с дължина над 100 km:
- 261 → Ари-Онгурбут 191 / 2290
- 127 → Кира-Хос-Тьорюттях 137 / 1690
- 75 → Ноюо 105 / 819

Подхранването на реката е смесено, като преобладава снежното, по-малък е процентът на дъждовното подхранване, а подземното почти липсва поради вечната замръзналост на почвата. Река Бур е типична сибирска река, с пролетно-лятно пълноводие (от началото на юни до началото на юли) и епизодични летни прииждания. През този период преминава около 82% от общия годишен воден отток, от август до октомври – 16%, а останалите 2% от октомври до юни. През зимата често отсъства всякакъв отток поради замръзването на реката до дъно. Среден годишен отток на 19 km от устието 70,76 m3/s, което представлява като обем 2,525 km3/год. Бур замръзва в началото на октомври, а се размразява в края на май или началото на юни.
Река Бур протича през напълно безлюдни райони и по течението ѝ няма никакви постоянни населени места.